# Sylvia Panter
Sylvia Panter (* 7. November 1962 in Moers; † 11. Mai 2014 in München) war eine deutsche Schauspielerin, Regisseurin und Theaterleiterin.

## Leben
Panter studierte von 1982 bis 1987 Kunstgeschichte, Theaterwissenschaft und Neuere Deutsche Literatur an der Ludwig-Maximilians-Universität in München.
Seit 1983 gehörte Sylvia Panter zum Ensemble des Pathos Transport Theaters.
In dieser Zeit war sie in verschiedenen Bereichen tätig, mit den künstlerischen Schwerpunkten Schauspiel, Regie und Videoperformance. Von 1991 bis 2001 leitete sie das pathos transport Theater.
Sie arbeitete als Regisseurin auch mit anderen Theaterbühnen zusammen, wie dem TamS – Theater am Sozialamt in München, dem Theater Fisch&Plastik in München; dem Tanztheater Andrea Lesjak & Karen Effenberger in München, dem Schauspielhaus Leipzig, dem Schauspielhaus Erfurt und dem Bayerischen Staatsschauspiel.
In den letzten Jahren unter ihrer Leitung entstanden im pathos transport Theater Inszenierungen wie „Genet unter Aufsicht“ nach Jean Genet, „Carrington“ nach „unten“ von Leonora Carrington, „Shoppen & Ficken“ von Mark Ravenhill und mit der Umsetzung des Theater/Clubs „pathos 2000“ wurden neue Akzente gesetzt.
Die sich verschlechternde finanzielle Situation des Theaters zwang Sylvia Panter, 2002 die Leitung abzugeben.
Seit Oktober 2002 arbeitete sie als Assistentin im Besucherdienst und in der Kunstvermittlung der Bayerischen Staatsgemäldesammlungen. Sie war 2005 Mitbegründerin des Projektes Palais Pinakothek, das im Herbst 2014 überraschend eingestellt wurde.
Sylvia Panter war als Theaterleiterin, Regisseurin, Schauspielerin, Videoregisseurin, Sounddesignerin, Event- bzw. Kulturmanagerin eine  Figur in der freien Theaterszene Münchens.

## Inszenierungen (Auswahl)
Projekte von Sylvia Panter an anderen Theaterbühnen
- „auf räumen“ / Text, Regie, Schauspiel, Videoinstallation / TamS – Theater am Sozialamt (Premiere 27. August 2004)
- „Das letzte Band“ von Samuel Beckett / Videoinstallation / TamS – Theater am Sozialamt (Premiere 16. Februar 2002)
- „Der Kreis – Die Glücklichen“ / Schauspiel / Tanztheater Lesjak & Effenberger (Premiere 31. Januar 2002)

Inszenierungen am pathos transport Theater
- 2000/2001 „Eurydike in der Unterwelt“ von Kathy Acker
- 1999 „shoppen & ficken“ von Mark Ravenhill[7]
- 1998 „Carrington“ nach  „Unten“ von Eleonora Carrington
- 1997 „Unter der Gürtellinie“ von Richard Dresser
- 1997 „Genet unter Aufsicht“ von Jean Genet[8][9]
- 1995 „Faust“ von Fernando Pessoa[10]
- 1994 „Fälschung wie sie ist, unverfälscht“von Jan Fabre[11]
- 1992 „Ein Schritt nach Gomorrha“ von Ingeborg Bachmann
- 1991 „Vermächtnis des Körpers“ von Jutta Heinrich